# Connecticut River
Der Connecticut River ist der längste Fluss in Neuengland in den Vereinigten Staaten. Er entsteht im Norden New Hampshires nahe der kanadischen Grenze, wo er eine Kette gleichnamiger Seen durchfließt, ehe er entlang der Grenze zwischen diesem Bundesstaat und Vermont südwärts, durch den westlichen Teil von Massachusetts und das Zentrum von Connecticut fließt, um schließlich bei Old Saybrook in den Long Island Sound zu münden. Er hat eine Länge von 655 km und das Einzugsgebiet umfasst 29.125 km². Die durchschnittliche jährliche Abflussmenge beträgt 556 m³/s.
Dank zahlreicher Stauwerke und Schleusen ist er bis Hartford für Schiffe befahrbar. Der Fluss unterliegt bis Windsor Locks den Gezeiten, etwa 95 km oberhalb der Mündung.
Der Connecticut River entwässert einen Teil der White Mountains in New Hampshire und der Green Mountains in Vermont nach Süden, sowie den östlichen Teil der Berkshires in Massachusetts. Im westlichen Teil von Massachusetts durchfließt der Connecticut River das breite Pioneer Valley. Am Connecticut River liegen unter anderen die Städte Northampton, Springfield und Hartford.
Der Fluss führt eine große Menge von Schlick mit sich, insbesondere zur Zeit der Schneeschmelze im Frühjahr. Dieses mitgeführte Material erzeugte eine Sandbank in der Nähe der Mündung in den Long Island Sound, die historisch ein bedeutendes Hindernis für die Schifffahrt bedeutete. Vor allem aus diesem Grund ist der Connecticut River einer der wenigen größeren Flüsse Neuenglands, in dessen Nähe zur Mündung keine wichtige Hafenstadt entstand. Der Ästuar des Flusses und seine Wattgebiete bilden eines der 1759 Feuchtgebiete von internationaler Bedeutung, die durch die Ramsar-Konvention geschützt werden.
Der Name des Flusses ist eine französische Verballhornung des Algonkin-Wortes quinetucket und bedeutet langer Gezeitenfluss.

## Geschichte
Der erste Europäer, der den Fluss sah, war 1614 der niederländische Erforscher Adriaen Block. Infolge dieser Erkundungen gaben die Niederländer dem Fluss den Namen Versche Rivier. 1623 errichteten sie einen befestigten Handelsposten, Fort Huys de Goede Hoop, woraus sich dann später Hartford, Connecticut entwickelte. Es war der nordöstlichste Teil der Kolonie Nieuw Nederland.
Der erste englische Kolonist, dessen Anwesenheit am Fluss aufgezeichnet ist, war 1632 Edward Winslow aus der Plymouth Colony. 1633 errichteten die Engländer an der Stätte des heutigen Windsor einen Handelsposten. Als die Anzahl englischer Kolonisten sich erhöhte, ließen die Niederländer 1654 von ihrem Unternehmen 1654 ab. Das Fort at Number 4, heute Charlestown, New Hampshire, war bis zum Ende der Franzosen- und Indianerkriege 1763 die nördlichste englische Siedlung an dem Fluss. Der Vertrag von Paris (1783), der 1783 den Amerikanischen Unabhängigkeitskrieg beendete, legte die neue Grenze fest zwischen New Hampshire und dem Gebiet, was zur Provinz Kanada wurde. Weil die Definition der Grenze, die den nordwestlichsten Quellfluss des Connecticut einschloss, auf mehrere Wasserläufe zutrifft, führte ein Grenzstreit zur kurzen Existenz der Indian Stream Republic, die von 1832 bis 1835 bestand.
Zunächst zog das weite, fruchtbare Tal landwirtschaftlich tätige Siedler an, doch die Wassermenge und das Gefälle des Flusses trug zum Aufstieg des herstellenden Gewerbes im Tal bei. Das größte einzelne Gefälle mit einem Höhenunterschied 18 m befindet sich bei Holyoke. Zu anderen Wirtschaftszentren entwickelten sich Windsor und Hartford in Connecticut, Springfield in Massachusetts, Lebanon in New Hampshire und Brattleboro in Vermont.
1829 wurde der Enfield Falls Canal gebaut, um Flachstellen am Connecticut River zu Umgehen. Die dafür gebauten Schleusen gaben der Stadt Windsor Locks, Connecticut ihren Namen.
Ende des 19. Jahrhunderts wurde der Fluss zum Flößen von geschlagenen Holzstämmen aus dem Norden genutzt, vor allem aus dem Einzugsgebiet des Nullhegan River im Essex County in Vermont. Die großen Flößungen alljährlich im Frühjahr wurden nach 1915 eingestellt, weil die Besitzer von Freizeitbooten sich über die Gefahren für die Schifffahrt beklagten.
1953 wurde als Reaktion auf starke Überschwemmungen am Fluss der Connecticut River Flood Control Compact geschlossen. Das Abkommen wurde von Connecticut, Massachusetts, New Hampshire und Vermont unterzeichnet. In etwa zur gleichen Zeit prägte die Valley News, eine Zeitung in Lebanon, für ihr Verbreitungsgebiet von Bradford und Piermont im Norden bis Cornish und Windsor im Süden die Bezeichnung Upper Valley. Dazu gehören auch Gemeinden in zweiter Reihe, die nicht unmittelbar an den Connecticut angrenzen. Der Begriff wird heute noch gebraucht. 1997 wurde der Fluss als American Heritage River ausgewiesen.

## Connecticut Lakes
Die Connecticut Lakes sind eine Reihe von vier Seen am Oberlauf. Sie liegen zwischen 814 und 500 Metern Höhe alle und vollständig auf dem Gebiet von Pittsburg, der nördlichsten Gemeinde von New Hampshire und der einzigen des Staates mit einer internationalen Grenze, der zu Kanada. Drei der Seen werden vom Connecticut durchflossen, der vierte, der Fourth Connecticut Lake, ist der oberste, kleinste, flacheste und der Quellsee des Flusses. Er liegt nahe der Grenze zu Kanada und kann nur zu Fuß über einen Weg erreicht werden, der zum Teil über kanadisches Gebiet verläuft. Anders als bei den anderen drei Seen ist sein Abfluss unreguliert, und er ist mangels Größe nicht mit Booten befahrbar. Die folgenden Seen, der Third Connecticut Lake, der Second Connecticut Lake und der First Connecticut Lake, sind jeweils größer als der stromauf liegende See. An ihnen regulieren Dämme den Abfluss. Dies diente zum einen der Holzabfuhr und wird andererseits heute noch im Rahmen von Energiegewinnung betrieben. Daneben werden die Connecticut Lakes touristisch genutzt, unter anderem von Anglern, für die Fischbestände künstlich bestockt werden. Der flussabwärts zwischen Pittsburg und Clarksville liegende Lake Francis ist ein Stausee und gehört nicht zu den Connecticut Lakes.

## Nebenflüsse
Die größeren Nebenflüsse des Connecticut River sind, von der Mündung zur Quelle:
| Nr. | Name                     | Uferseite der Einmündung | Einzugsgebiet in km² | Lage |
| --- | ------------------------ | ------------------------ | -------------------- | ---- |
| 01  | Black Hall River         | links                    |                      | CT   |
| 02  | Falls River              | rechts                   |                      | CT   |
| 03  | Eightmile River          | links                    | 156                  | CT   |
| 04  | Deep River               | rechts                   |                      | CT   |
| 05  | Salmon River             | links                    | 388                  | CT   |
| 06  | Mattabesset River        | rechts                   | 269                  | CT   |
| 07  | Hockanum River           | links                    | 210                  | CT   |
| 08  | Park River               | rechts                   | 200                  | CT   |
| 09  | Farmington River         | rechts                   | 1580                 | CT   |
| 10  | Scantic River            | links                    | 292                  | CT   |
| 11  | Westfield River          | rechts                   | 1339                 | MA   |
| 12  | Mill River (Springfield) | links                    |                      | MA   |
| 13  | Chicopee River           | links                    | 1870                 | MA   |
| 14  | Manhan River             | rechts                   | 271                  | MA   |
| 15  | Mill River (Northampton) | rechts                   |                      | MA   |
| 16  | Fort River               | links                    |                      | MA   |
| 17  | Mill River (Hatfield)    | rechts                   |                      | MA   |
| 18  | Mill River (Amherst)     | links                    |                      | MA   |
| 19  | Sawmill River            | links                    |                      | MA   |
| 20  | Deerfield River          | rechts                   | 1702                 | MA   |
| 21  | Fall River               | rechts                   | 92                   | MA   |
| 22  | Millers River            | links                    | 1000                 | MA   |
| 23  | Ashuelot River           | links                    | 1101                 | NH   |
| 24  | West River               | rechts                   | 1083                 | VT   |
| 25  | Partridge Brook          | links                    |                      | NH   |
| 26  | Cold River               | links                    | 261                  | NH   |
| 27  | Saxtons River            | rechts                   | 200                  | VT   |
| 28  | Williams River           | rechts                   | 300                  | VT   |
| 29  | Black River              | rechts                   | 517                  | VT   |
| 30  | Little Sugar River       | links                    | 79                   | NH   |
| 31  | Sugar River              | links                    | 704                  | NH   |
| 32  | Blow-me-down Brook       | links                    |                      | NH   |
| 33  | Ottauquechee River       | rechts                   | 571                  | VT   |
| 34  | Mascoma River            | links                    | 499                  | NH   |
| 35  | White River              | rechts                   | 1818                 | VT   |
| 36  | Mink Brook               | links                    |                      | NH   |
| 37  | Ompompanoosuc River      | rechts                   | 348                  | VT   |
| 38  | Waits River              | rechts                   | 369                  | VT   |
| 39  | Oliverian Brook          | links                    |                      | NH   |
| 40  | Wells River              | rechts                   | 253                  | VT   |
| 41  | Ammonoosuc River         | links                    | 1011                 | NH   |
| 42  | Stevens River            | rechts                   | 125                  | VT   |
| 43  | Passumpsic River         | rechts                   | 1298                 | VT   |
| 44  | Johns River              | links                    | 195                  | NH   |
| 45  | Israel River             | links                    | 346                  | NH   |
| 46  | Upper Ammonoosuc River   | links                    | 650                  | NH   |
| 47  | Paul Stream              | rechts                   | 148                  | VT   |
| 48  | Nulhegan River           | rechts                   | 387                  | VT   |
| 49  | Simms Stream             | links                    |                      | NH   |
| 50  | Mohawk River             | links                    | 143                  | NH   |
| 51  | Halls Stream             | rechts                   | 228                  | NH   |
| 52  | Indian Stream            | rechts                   | 182                  | NH   |
| 53  | Perry Stream             | rechts                   | 77                   | NH   |

## Querungen
Der Connecticut River stellt ein wesentliches Hindernis für den Verkehr zwischen dem Westen und dem Osten Neuenglands dar. Er wird von mehreren großen Verkehrswegen überquert, darunter dem Northeast Corridor von Amtrak, den Autobahnen Interstate 95 (Connecticut Turnpike), Interstate 90 (Massachusetts Turnpike) und Interstate 89. Der Interstate 91, dessen Strecke in Nord-Süd-Richtung weitgehend dem Verlauf des Flusses folgt, quert den Fluss einmal in Connecticut und noch einmal in Massachusetts.

## Fischarten im Connecticut River
Der Connecticut River ist Habitat für mehrere Arten von Wanderfischen, darunter Alosa sapidissima, Amerikanischer Aal, Morone saxatilis und Meerneunauge. Der United States Fish and Wildlife Service bemüht sich, auch den Atlantischen Lachs wieder heimisch zu machen; dieser war mehr als 200 Jahre lang im Fluss nicht mehr vorhanden. Um diesen Fischen ihre natürliche Wanderung flussaufwärts im Frühjahr zu ihren Laichplätzen zu ermöglichen, wurden Fischtreppen und andere Einrichtungen gebaut.
In Pittsburg am Oberlauf des Flusses liegen die Connecticut Lakes, eine Kette von je nach Definition drei beziehungsweise vier Seen, in denen Seeforellen und Atlantische Lachse leben.
Im Fluss selbst sind daneben Bachsaibling, Regenbogenforelle, Bachforelle, Alosa, Schwarzbarsch, Felsenbarsch, Karpfen, Welsartige und andere Arten heimisch.